# Thylacandra argyromixtana
Thylacandra argyromixtana är en fjärilsart som beskrevs av Paul Mabille 1900. Thylacandra argyromixtana ingår i släktet Thylacandra och familjen vecklare. Inga underarter finns listade i Catalogue of Life.